# 영국 아카데미 게임상
영국 아카데미 게임상(British Academy Games Awards)은 영국 영화 텔레비전 예술 아카데미(British Academy of Film and Television Arts, BAFTA)가 주관하는 영국의 게임상이다. 2003년부터 매년 시상하고 있다.

## 수상

### 2003
- 그랜드 테프트 오토: 바이스 시티
- 젤다의 전설 바람의 지휘봉
- 소울칼리버 II
- 콜 오브 듀티 (비디오 게임)
- 메트로이드 프라임
- 토니 호크 프로 스케이터
- 배틀필드 1942
- 해리 포터와 비밀의 방 (비디오 게임)
- 그랜드 테프트 오토: 바이스 시티
- 스타워즈: 구공화국의 기사단

### 2004
- 하프라이프 2
- 페르시아의 왕자: 전사의 길
- 히트맨: 컨트랙츠
- 월드 사커 위닝 일레븐 8
- 헤일로 2

### 2006
- 완다와 거상
- 로코로코
- 톰 클랜시의 고스트 리콘 어드밴스트 워파이터
- 매일매일 DS 두뇌 트레이닝
- 던전앤드래곤 온라인
- 툼 레이더: 레전드
- 사이코너츠
- 기타 히어로 (2005년 비디오 게임)
- 톰 클랜시의 고스트 리콘 어드밴스트 워파이터

### 2007
- 오오카미
- 바이오쇼크
- Wii 스포츠
- 갓 오브 워 II
- 윌 라이트

### 2008
- 페이블 II
- 리틀빅플래닛
- 슈퍼 마리오 Wii 갤럭시 어드벤처
- 붐 블록스
- 콜 오브 듀티 4: 모던 워페어
- 레이튼 교수와 이상한 마을
- 레프트 4 데드
- 데드 스페이스 (2008년 비디오 게임)
- 문명 레볼루션
- 콜 오브 듀티 4: 모던 워페어
- 스포어
- 데드 스페이스 (2008년 비디오 게임)
- 콜 오브 듀티 4: 모던 워페어
- 놀런 부슈널

### 2009
- 언차티드 2: 황금도와 사라진 함대
- 플라워 (비디오 게임)
- 배트맨: 아캄 어사일럼
- Wii 스포츠 리조트
- 배트맨: 아캄 어사일럼
- 레프트 4 데드 2
- 언차티드 2: 황금도와 사라진 함대
- FIFA 10
- 언차티드 2: 황금도와 사라진 함대
- 엠파이어: 토탈 워
- 언차티드 2: 황금도와 사라진 함대
- 콜 오브 듀티: 모던 워페어 2
- 미야모토 시게루

### 2010
- 어쌔신 크리드: 브라더후드
- 갓 오브 워 III
- 매스 이펙트 2
- 키넥트 스포츠
- 슈퍼 마리오 Wii 2 갤럭시 어드벤처 투게더
- 컷 더 로프
- 니드 포 스피드: 핫 퍼슈트
- 헤비 레인
- 헤비 레인
- 시드 마이어의 문명 V
- 헤비 레인
- 배틀필드: 배드 컴퍼니 2
- 콜 오브 듀티: 블랙 옵스

### 2011
- 배트맨: 아캄 시티
- 레이맨 오리진
- 배틀필드 3
- 포탈 2
- 리틀빅플래닛 2
- 포탈 2
- 리틀빅플래닛 2
- 배틀필드 3
- L.A. 누아르
- 토탈 워: 쇼군 2
- 배틀필드 3
- 마르쿠스 페르손

### 2012
- 파 크라이 3
- 저니 (2012년 비디오 게임)
- 디스아너드
- 레고 배트맨 2: DC 슈퍼 히어로즈
- 저니 (2012년 비디오 게임)
- 워킹 데드 (비디오 게임)
- 대니 월리스
- 워킹 데드 (비디오 게임)
- 게이브 뉴얼

### 2013
- 더 라스트 오브 어스
- 그랜드 테프트 오토 V
- 바이오쇼크 인피니트
- FIFA 14
- 더 라스트 오브 어스
- 페이퍼스, 플리즈
- 록스타 게임스

### 2014
- 에일리언: 아이솔레이션
- 데스티니 (비디오 게임)
- 모뉴먼트 밸리 (비디오 게임)
- 마인크래프트
- 미들 어스: 섀도우 오브 모르도르
- 파 크라이 4
- 발리언트 하츠: 더 그레이트 워
- 리그 오브 레전드

### 2015
- 오리와 눈먼 숲
- 폴아웃 4
- 배트맨: 아캄 나이트
- 로켓 리그
- 블러드본
- 로켓 리그
- 언틸 던
- 프리즌 아키텍트
- 로켓 리그
- 라이프 이즈 스트레인지 (비디오 게임)
- 스마이트

### 2016
- INSIDE (비디오 게임)
- 더 라스트 가디언
- 언차티드 4: 해적왕과 최후의 보물
- Overcooked
- 파이어워치
- 로켓 리그
- 암이라는 이름을 가진 드래곤
- 포켓몬 GO
- 오버워치
- 클래시 로얄

### 2017
- 왓 리메인즈 오브 에디스 핀치
- 고로고아
- 오버워치
- 슈퍼 마리오 오디세이
- 슈퍼 마리오 오디세이
- 젤다의 전설 브레스 오브 더 와일드
- 컵헤드
- 나이트 인 더 우즈
- 호라이즌 제로 던
- 놀런 노스

### 2018
- Return of the Obra Dinn
- 갓 오브 워 (2018년 비디오 게임)
- 포르자 호라이즌 4
- 요쿠스 아일랜드 익스프레스
- 포트나이트 배틀로얄
- 닌텐도 라보
- Return of the Obra Dinn
- 플로렌스 (비디오 게임)
- 웨이 아웃 (비디오 게임)
- 인투 더 브리치

### 2019
- 루이지 맨션 3
- 사요나라 와일드 하트
- 아우터 와일즈
- 디스코 엘리시움
- 콜 오브 듀티: 모바일
- 패스 오브 엑자일
- Untitled Goose Game
- 아우터 와일즈
- 에이펙스 레전드
- 디스코 엘리시움
- 라이프 이즈 스트레인지 2
- 컨트롤 (비디오 게임)
- 데스 스트랜딩

### 2020
- 더 라스트 오브 어스 파트 II
- 하데스 (비디오 게임)
- 고스트 오브 쓰시마
- 하데스 (비디오 게임)
- 더 라스트 오브 어스 파트 II
- 씨 오브 시브즈
- 모여봐요 동물의 숲
- 스파이더맨: 마일즈 모랄레스
- 켄터키 루트 제로
- 더 라스트 오브 어스 파트 II
- 드림즈 유니버스

### 2021
- 라쳇 & 클랭크: 리프트 어파트
- 리터널
- 포르자 호라이즌 5
- 언패킹 (비디오 게임)
- 노 맨즈 스카이
- 잇 테익스 투

### 2022
- 갓 오브 워 라그나로크
- 뱀파이어 서바이버즈
- 파이널 판타지 XIV
- 별의 커비 디스커버리
- 뱀파이어 서바이버즈
- 엘든 링
- 호라이즌 포비든 웨스트

## 같이 보기
- 영국 영화 텔레비전 예술 아카데미